# 선찬

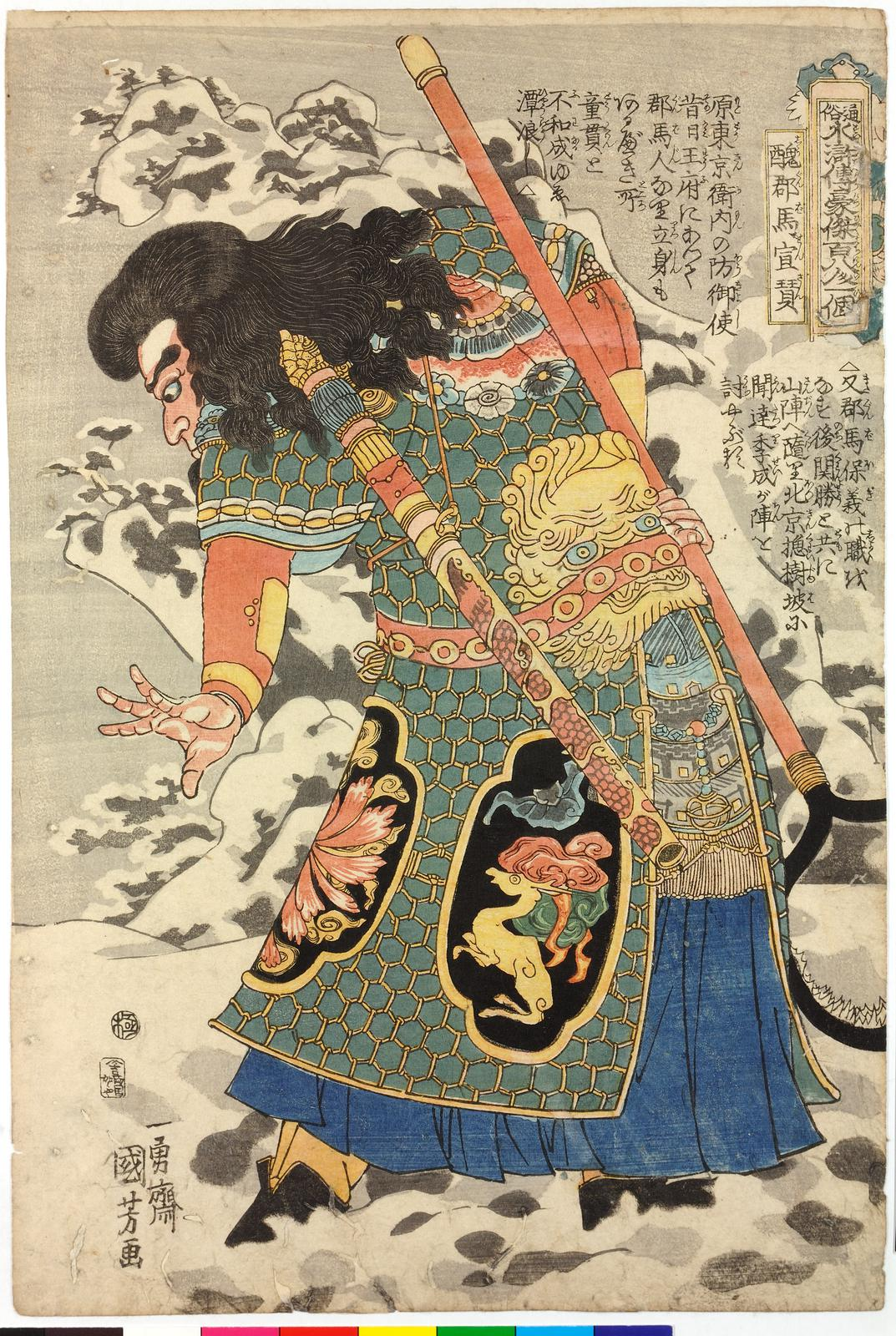

선찬(宣贊)은 중국의 사대기서(四大奇書) 중 하나인 《수호전》(水滸傳)에 등장하는 인물로, 108성 중 40위이자 지살성(地煞星)의 지걸성(地傑星)에 해당한다. 별호는 추군마(醜郡馬)로 군왕(황제의 일족 중 왕에 이은 자리)의 사위에 올랐으나 용모가 추한데에서 유래했다. '군마'는 군왕의 사위라는 뜻이다.
본래 아문방어보의사(관청 경비대장)였다. 신장 8척으로 냄비 바닥 같은 얼굴을 가졌으며 콧구멍이 위를 향하고 곱슬머리, 붉은 수염을 기르고 있었다고 한다. 강철칼, 활의 명수이기도 하다. 용모의 추함과 고지식한 성격으로 미움을 받아 출세하지 못했다.

## 생애
뛰어난 무예의 소유자로 이민족과의 전투에서 공을 세웠기 때문에 군왕의 사위가 된다. 그러나 워낙 못생긴 그의 외모를 싫어했던 공주는 자살을 한다. 또한 강직하고 고지식한 성격이었기 때문에 금군 총수 동관에게 미움을 받아 출세를 하지 못하고 오랫동안 경비대장이라는 신분에 머물렀다.
양산박 공격을 받은 북경대명부의 구원을 위한 파견회의에서 지인인 관승을 총대장으로 천거하고, 스스로도 관승의 부장인 학사문과 함께 부장으로 종군하였다. 양산박에 쳐들어가 화영이 쏜 활을 세 발이나 피했으나 이후 진명·호연작·손립에게 패배하고 생포된다. 송강에게 양산박에 합류하기를 권유받은 세 사람은 이를 승낙하고 양산박에 들어갔다.
입산 후에도 학사문과 함께 관승의 부장이 되어 행동을 같이하며 북경대명부 공격에 참전한다. 능주 공세에서는 출진한 선정규, 위정국을 관승이 투항하도록 설득했으나 격분하여 덤벼드는 바람에 요격하지만 함정에 빠져 포로가 된다. 호송 중 우연히 지나가던 이규, 포욱, 초정 등에게 구출되고 양산박은 능주전에서 승리한다. 이후에 동창부전에 참가한다.
108명이 양산박에 모인 후 양산박의 마군소표장 겸 척후가 되어 관승의 부장으로 동관전, 요나라전 등의 전투에 참전한다. 방랍토벌전에서는 윤주, 상주, 소주로 나아가는데 소주 전투에서 적장 곽세광과 싸우다가 다리 아래로 떨어져 전사하였다.